# Muara Jaya (Kumun Debai)
Muara Jaya is een bestuurslaag in het regentschap Sungai Penuh van de provincie Jambi, Indonesië. Muara Jaya telt 957 inwoners (volkstelling 2010).